# Verné Lesche
Verné Lesche (later Verné Lesche-Vanberg) (Helsinki, 11 oktober 1917 – Kongsberg, 21 april 2002) was een Fins schaatsster.
Al heel jong was zij actief op internationaal topniveau. Zij reed haar eerste (officieuze) wereldrecord op 19 februari 1933, dus op 15-jarige leeftijd. Zij was in 1939 te Tampere de laatste wereldkampioen bij de dames vóór de Tweede Wereldoorlog en tevens in 1947 te Drammen de eerste erna.
Een bijzondere gebeurtenis vond plaats op het Finse Allroundkampioenschap in 1948. Lesche won een afstand en werd tweede en derde op de andere afstanden. Haar verkregen schaatsklassementscore was beter dan die van haar tegenstanders. Echter, Eevi Huttunen won drie afstanden en was tweede op één afstand, en de regel op dat moment was dat een deelnemer automatisch de tournooiwinnaar was door als eerste te finishen op ten minste drie afstanden. Dus ondanks het feit dat ze de beste schaatsklassementscore had, won Lesche slechts zilver. Haar laatste wereldrecord reed zij op de 5000 meter tijdens de wereldkampioenschappen van 1949 te Kongsberg, Noorwegen.

## Wereldrecords
Tijdens haar carrière schaatste Verné Lesche vier officiële wereldrecords:
| Evenement | Resultaat | Datum            | Plaats    |
| --------- | --------- | ---------------- | --------- |
| 1500 m    | 2.49,0    | 26 februari 1933 | Helsinki  |
| 1000 m    | 1.45,7    | 11 februari 1934 | Oslo      |
| 5000 m    | 10.15,3   | 2 februari 1936  | Stockholm |
| 5000 m    | 9.26,8    | 13 februari 1949 | Kongsberg |

Naast deze officiële verbeteringen brak Verné Lesche diverse records ook officieus. Op de 1500 m gebeurde dit tweemaal, op de 3000 m vijfmaal en op de 5000 m driemaal. Meestal was er niet voldaan aan alle voorwaarden (of was de Finse schaatsbond wat vergeten), een andere keer reed een dame tijdens dezelfde wedstrijd nog sneller, b.v. tijdens het WK van 1937 op de 5000m.

### Wereldrecords laaglandbaan (officieus)
| Nr. | Afstand   | Tijd | Datum           | Baan     |
| --- | --------- | ---- | --------------- | -------- |
| 1.  | 500 meter | 51,4 | 21 januari 1934 | Helsinki |

## Persoonlijke records
Om deze prestaties in perspectief te zetten is er een WR kolom die de officiële records laat zien op de dag dat Verné Lesche haar persoonlijke records schaatste.
| Evenement       | Resultaat | Datum            | Plaats       | WR     |
| --------------- | --------- | ---------------- | ------------ | ------ |
| 500 m           | 50,5      | 12 februari 1934 | Oslo-Frogner | 51,3   |
| 1000 m          | 1.44,9    | 31 januari 1937  | Davos        | 1.42,3 |
| 1500 m          | 2.43,2    | 17 februari 1935 | Helsinki     | 2.40,0 |
| 3000 m          | 5.32,5    | 12 februari 1949 | Kongsberg    | 5.29,1 |
| 5000 m          | 9.26,8    | 13 februari 1949 | Kongsberg    | 9.28,3 |
| Oude vierkamp   | 217.347   | 31 januari 1937  | Davos        | geen   |
| Kleine vierkamp | 257.344   | 13 maart 1932    | Helsinki     | geen   |

Op de oude vierkamp (500m-3000m/1000m-5000m) werden pas na 1949 officiële records erkend door de ISU, en op de kleine vierkamp gebeurde dit pas na 1983, toen de 5000m weer opnieuw een officiële afstand werd.

Tussen 1954 en 1982 reden de dames de minivierkamp (500m-1500m/1000m-3000m).
Verné Lesche heeft een score van 217.896 punten op de Adelskalender kleine vierkamp en van 212.767 op de minivierkamp.
Beide scores zijn echter nooit gebruikt tijdens Verné's actieve carrière, omdat zij op toernooien de oude vierkamp reed en de internationale dames toentertijd op die combinatie werden vergeleken.

### Adelskalender
Als startdatum van de koppositie van de Adelskalender is 1 juli 1935 omdat dit de startdatum was van het schaatsseizoen waarin het eerste officiële  wereldkampioenschappen allround voor vrouwen georganiseerd werd.
Verné Lesche heeft twee periodes aan de top van de Adelskalender gestaan: eerst van 1 juli 1935 tot 9 februari 1936 (222 dagen) en een tweede keer van 15 februari 1936 tot 16 februari 1936 (1 dagen). In totaal heeft Verné Lesche 223 dagen aan de top van de Adelskalender gestaan.
Hieronder staan de persoonlijke records (PR's) waarmee Verné Lesche aan de top van de Adelskalender kwam en de PR's die zij had staan toen zij van de eerste plek verdreven werd. Tevens zijn de gegevens weergegeven van de schaatssters die voor en na haar aan de top van de lijst stonden.
| Datum      | 500 m | 1000 m | 3.000 m | 5.000 m | Punten  | Voorganger / Opvolger |
| ---------- | ----- | ------ | ------- | ------- | ------- | --------------------- |
| 01-07-1935 | 50,5  | 1.45,7 | 5.55,4  | 10.33,6 | 225,943 | Start Adelskalender   |
| 02-02-1936 | 50,5  | 1.45,7 | 5.55,4  | 10.15,3 | 224,113 |                       |
| 09-02-1936 | 49,8  | 1.44,7 | 5.56,1  | 10.21,2 | 223,620 | Valentina Koeznetsova |
| 15-02-1936 | 50,5  | 1.45,7 | 5.49,2  | 10.15,3 | 223,080 |                       |
| 16-02-1936 | 49,2  | 1.44,7 | 5.56,1  | 10.11,8 | 221,980 | Valentina Koeznetsova |

## Resultaten
| Jaar | WK Allround | Fins NK Allround |
| ---- | ----------- | ---------------- |
| 1933 |             | Goud             |
| 1934 | Zilver      | Goud             |
| 1935 |             | Goud             |
| 1936 | Zilver      | Goud             |
| 1937 | Brons       | Goud             |
| 1938 | Zilver      | Goud             |
| 1939 | Goud        | Goud             |
| 1941 |             | Goud             |
| 1943 |             | Goud             |
| 1944 |             | Goud             |
| 1945 |             | Goud             |
| 1947 | Goud        |                  |
| 1948 | 6e          | Zilver           |
| 1949 | 5e          | Goud             |

### Medaillespiegel
| Kampioenschap | Goud · | Zilver · | Brons · |
| ------------- | ------ | -------- | ------- |
| WK Allround   | 2      | 3        | 1       |
| Fins NK       | 12     | 1        |         |